# Österrikes Grand Prix 1986
Österrikes Grand Prix 1986 var det tolfte av 16 lopp ingående i formel 1-VM 1986.

## Resultat
1. Alain Prost, McLaren-TAG, 9 poäng
2. Michele Alboreto, Ferrari, 6
3. Stefan "Lill-Lövis" Johansson, Ferrari, 4
4. Alan Jones, Team Haas (Lola-Ford), 3
5. Patrick Tambay, Team Haas (Lola-Ford), 2
6. Christian Danner, Arrows-BMW, 1
7. Gerhard Berger, Benetton-BMW
8. Huub Rothengatter, Zakspeed
9. Keke Rosberg, McLaren-TAG (varv 47, elsystem)
10. René Arnoux, Ligier-Renault
11. Piercarlo Ghinzani, Osella-Alfa Romeo

### Förare som bröt loppet
- Nigel Mansell, Williams-Honda (varv 32, bakaxel)
- Nelson Piquet, Williams-Honda (29, motor)
- Thierry Boutsen, Arrows-BMW (25, turbo)
- Teo Fabi, Benetton-BMW (17, motor)
- Philippe Alliot, Ligier-Renault (16, motor)
- Alessandro Nannini, Minardi-Motori Moderni (13, upphängning)
- Andrea de Cesaris, Minardi-Motori Moderni (13, koppling)
- Ayrton Senna, Lotus-Renault (13, motor)
- Martin Brundle, Tyrrell-Renault (12, turbo)
- Philippe Streiff, Tyrrell-Renault (10, motor)
- Johnny Dumfries, Lotus-Renault (9, motor)
- Jonathan Palmer, Zakspeed (8, motor)
- Allen Berg, Osella-Alfa Romeo (6, elsystem)
- Riccardo Patrese, Brabham-BMW (2, motor)

### Förare som ej startade
- Derek Warwick, Brabham-BMW